# Ea Knuếc
Ea KNuec là một xã thuộc tỉnh Đắk Lắk, Việt Nam.
Xã Ea Knuếc có diện tích 27,66 km², dân số năm 1999 là 12.414 người, mật độ dân số đạt 449 người/km².